# Лицканович Олена Федорівна
Лицканович Олена Федорівна (* 9 травня 1926, Зінов'євськ) — радянська та українська акторка театру і кіно.

## Біографічні відомості
Народилась в родині військовослужбовця. Закінчила Харківський інститут театрального мистецтва (1950).
Спочатку була акторкою Харківського академічного українського драматичного театру ім. Шевченка, з 1964 року — актриса Миколаївського російського драматичного театру ім. В. П. Чкалова.
З 1954 року знімалася у кіно.
Член Національної спілки театральних діячів України.
Вдова режисера Володимира Миколайовича Оглобліна.

## Фільмографія
Знялась у фільмах:
- «Лимерівна» (1954, Маруся)
- «Над Черемошем» (1954, Ксеня)
- «Іван Франко» (1956, Олена Павлик)
- «Педагогічна поема» (1956, Катерина Григорівна)
- «Одного чудового дня» (1956, Галя)
- «Гори, моя зоре» (1957, Тамара)
- «Гадюка» (1965, комісар (немає в титрах)
- «Перевірено — мін немає» (1965, дівчина в перукарні)
- «Віра, Надія, Любов» (1972, ткаля)
- «Балаган» (1990, епізод)
- «Вишневі ночі» (1992, пані Марія)
- «Будемо жити!» (1995, епізод)
- «Посмішка звіра» (1998)